# Ковалі (Коростенський район)
Ковалі́— село в Україні, у Коростенському районі Житомирської області. Населення становить 237 осіб.

## Географія
Селом протікає річка Ковалівка, ліва притока Ірши.

## Історія
У 1906 році село Фасівської волості Житомирського повіту Волинської губернії. Відстань від повітового міста 59 верст, від волості 17. Дворів 69, мешканців 497.